# Aleksandr Rubel
Aleksandr Rubel (nascido em 25 de dezembro de 1980), foi um serial killer condenado por seis assassinatos em Tallinn, Estônia. Ele foi condenado como um menor de idade e teve a pena máxima permitida pela lei - oito anos de prisão, pois, no inicio dos assassinatos, ele possuía somente 16 anos, e ficou em regime fechado na prisão de Tartu. Sua sentença na prisão de Tartu havia acabado, e em 8 de junho de 2006 ele foi solto da prisão.
Foi descoberto que em todos os seus assassinatos, ele estava intoxicado com vapores provenientes de gasolina, E no seu primeiro assassinato, de acordo com o testemunho de Rubel, ele tinha o desejo de matar alguém naquele momento e escolheu a primeira vítima na esperança de oferecer pouca resistência, para que facilitasse o ato e que houvesse menos chances de ele ser descoberto.
Assassinatos:
- Em 19 de setembro de 1997, Rubel matou Tõnu Põld (nascido em 1952), um vizinho com deficiências físicas.
- Em 7 de novembro de 1997, a segunda vítima de Rubel foi esfaqueada anteriormente pela primeira vez por seu pai, Andrei Rubel, que esfaqueou Aleksei Pavlov (nascido em 1963), um convidado, quatro vezes. De acordo com seu testemunho, Andrei Rubel pensou que Pavlov estava cortejando sua esposa. Após a facada, Aleksandr Rubel ajudou Pavlov a entrar em um quarto vazio da casa, onde ele o estrangulou e o jogou pela janela do terceiro andar. Andrei Rubel foi condenado como participante deste assassinato e condenado a sete anos de prisão.
- Entre 22 e 24 de janeiro de 1998, Rubel esfaqueou Jevgeni Shelest (nascido em 1947) até a morte na praia de Stroomi.
- Em 2 de fevereiro de 1998, Rubel decapitou Vladimir Ivanov (nascido em 1954), um transeunte aleatório usando um machado depois de pedir a ele um cigarro e cinco coroas estonianas (EEK) "para comprar gasolina".
- Em 9 de fevereiro de 1998, Rubel matou Olga Voronkova (nascida em 1944), uma vizinha, na casa onde moravam.
- Entre 28 de fevereiro e 1º de março de 1998, Rubel matou Vladimir Kinzerski (nascido em 1944) em sua casa.
- Em 4 de junho de 1998, Rubel matou Alice Siivas , de 15 anos (nascida em 22 de fevereiro de 1983) em Paljassaare, cortando sua garganta.

fonte:
1. ↑  «Aleksandr Rubel | Murderpedia, the encyclopedia of murderers»